# 제1통신단 (미국)
제1통신단(1st Signal Service Group)은 제2차 세계 대전 이후, 냉전 시대에 있었던 미국 육군 통신대의 단급 부대였다. 모토는 "Expectations Succeeded→기대를 이루다"

## 역사
1946년 2월 1일, 미주리주 캠프 크로우더에서 소집되었다.
1951년 4월 4일, 제304통신작전대대가 제1통신단의 행정관리에 편입되었다.
1952년 8월 20일, 캘리포니아주 캠프 산루이스오비스포에서 해산하였다.
1953년 7월 1일에 뉴저지주 포트 몬마우스에서 재소집되어, 1957년 12월 9일에 애리조나주 포트 후아추카에서 해산하였다.
1960년 5월 1일, 프랑스의 주불 미군으로서 재소집되어, 1979년 9월 15일, 샤를 드골 프랑스 제5공화국 초대 대통령의 주불 미군을 포함한 주불 외국군의 철수 요구에 따라 따라 텍사스주 포트 후드로 귀환하고 해산하였다. 제1통신단은 COMZEUR의 통신지원부대이면서, 제4통신단과 함께 미국 육군 유럽 전략교신사령부의 관할 부대로 지정되었다.

## 부대

### 1950년대
- 제304통신작전대대, 1951년 4월 4일 ~ 1952년 8월 20일

### 주불 미군
- 제256통신중대
- 제269통신중대
- 제275통신중대
- 제313통신중대
- 제532통신중대

## 기록

### 소속
- 미국 육군 유럽 전략교신사령부, 1966년 ~ ?, OPCON
- COMZEUR, 1960년 ~ 1979년, (통신 지원)

### 계보
- 1946년 1월 24일, 1st Signal Service Group
Army of the United States (AUSA)
- 1946년 2월 13일, Headquarters and Headquarters Detachment, 1st Signal Group
- 1949년 3월 29일 Headquarters, 1st Signal Service Group
정규군으로 배정됨.
- 1953년 6월 9일, Headquarters, 1st Signal Group.
- 1955년 6월 10일, Headquarters and Headquarters Detachment, 1st Signal Group

## 참고
1. ↑  “304th Expeditionary Signal Battalion-Enhanced, 1st Signal Brigade Camp Humphreys, South Korea” (PDF) (영어). 24쪽. 2023년 10월 13일에 확인함.
2. ↑  “Strategic Communication Command – Europe -- A Brief History & The Role Of The 516th Signal Group --” (영어). 24쪽. 2023년 10월 13일에 확인함.

- Rebecca Robbins Raines (2005). 〈Headquarters and Headquarters Detachment, 1st Signal Group〉. 《SIGNAL CORPS》 (PDF). ARMY LINEAGE SERIES (영어). Washington, D.C.: CENTER OF Military History, United States Army. 63-64(65-66)쪽. CMH Pub 60–15. 2023년 10월 13일에 확인함.
- “1st Signal Group” (영어). 24쪽. 2023년 10월 13일에 확인함.